# Lítost

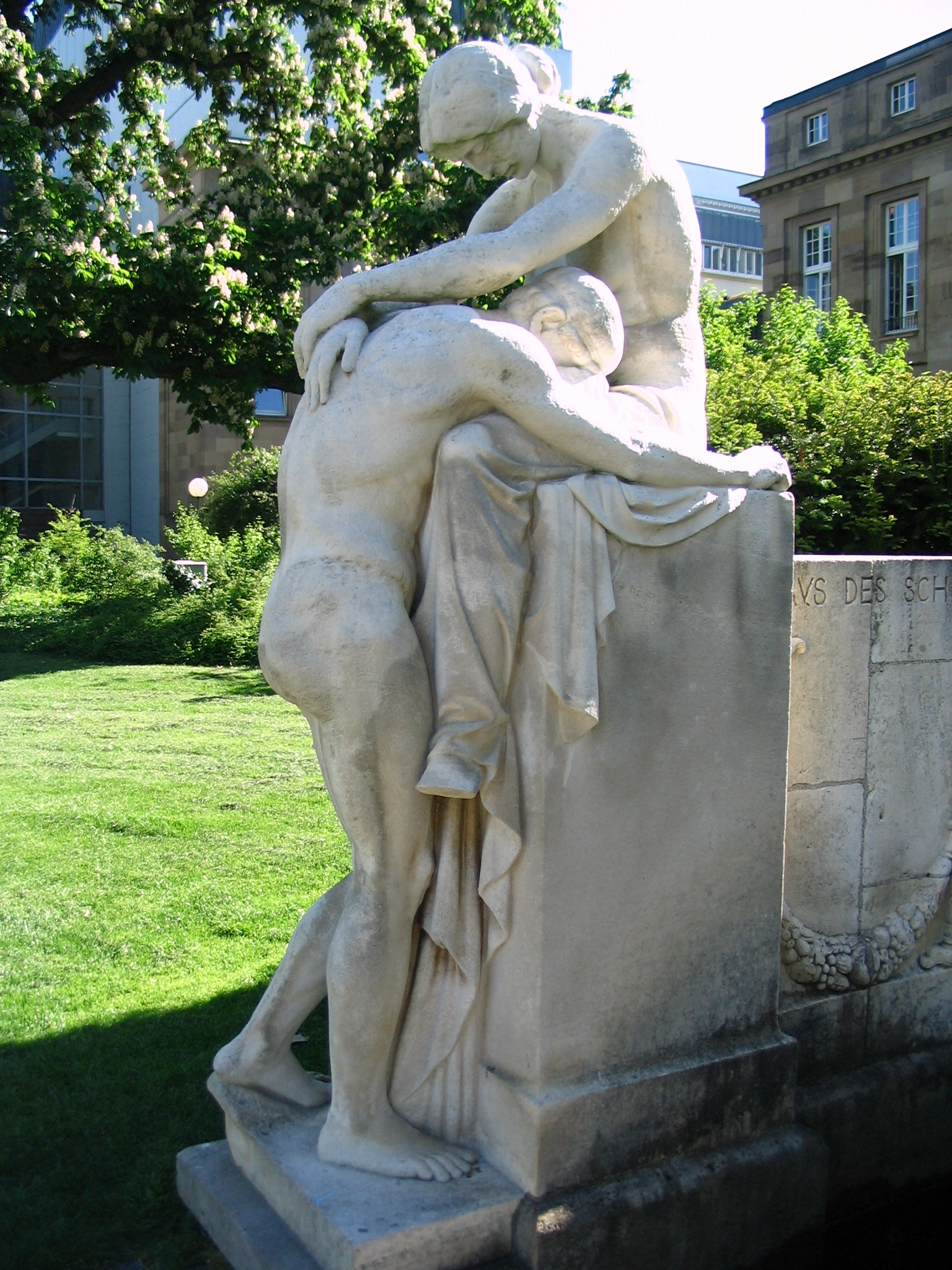
Alegorie lítosti v německém Stuttgartu

Lítost je pocit (ve zvláštních případech afekt) nespokojenosti, hnusu, bolesti a politování nad vlastními nebo cizími špatnými činy nebo opominutími jednat, ve kterém se neprojevuje empatie (na rozdíl od soucitu). Rovněž lze lítost cítit ve vztahu k ostatním lidem a jejich situaci jako pozorovatelský subjekt. Je spojena s vědomím (nebo pocitem) nesprávnosti nebo nespravedlivosti vlastního jednání a s předsevzetím napravit škodu a polepšit se. Pojem lítosti se uplatňuje a je specificky vykládán v mnoha oblastech, jako je psychologie, právo, filozofie a teologie